# لورنتس شیندل‌هولتس
لورنتس شیندل‌هولتس (انگلیسی: Lorenz Schindelholz؛ زادهٔ ۲۳ ژوئیهٔ ۱۹۶۶) از برندگان مدال‌های بازی‌های المپیک زمستانی ۱۹۹۲ اهل سوئیس است.